# Seleção Cazaque de Futsal Masculino
A Seleção Cazaque de Futsal é o selecionado nacional do Cazaquistão de futsal masculino, gerido pela Federação de Futebol do Cazaquistão, que representa o país nas competições de futebol organizadas pela UEFA e pela FIFA.
Seu melhor desempenho na modalidade até então foi alcançar as semifinais no Campeonato Europeu de Futsal de 2016 e na Copa do Mundo de Futsal de 2021.